# Bioelectrònica

Un ribosoma és una màquina biològica que utilitza la dinàmica de proteïnes

La bioelectrònica és un camp d'investigació en la convergència de la biologia i l'electrònica.

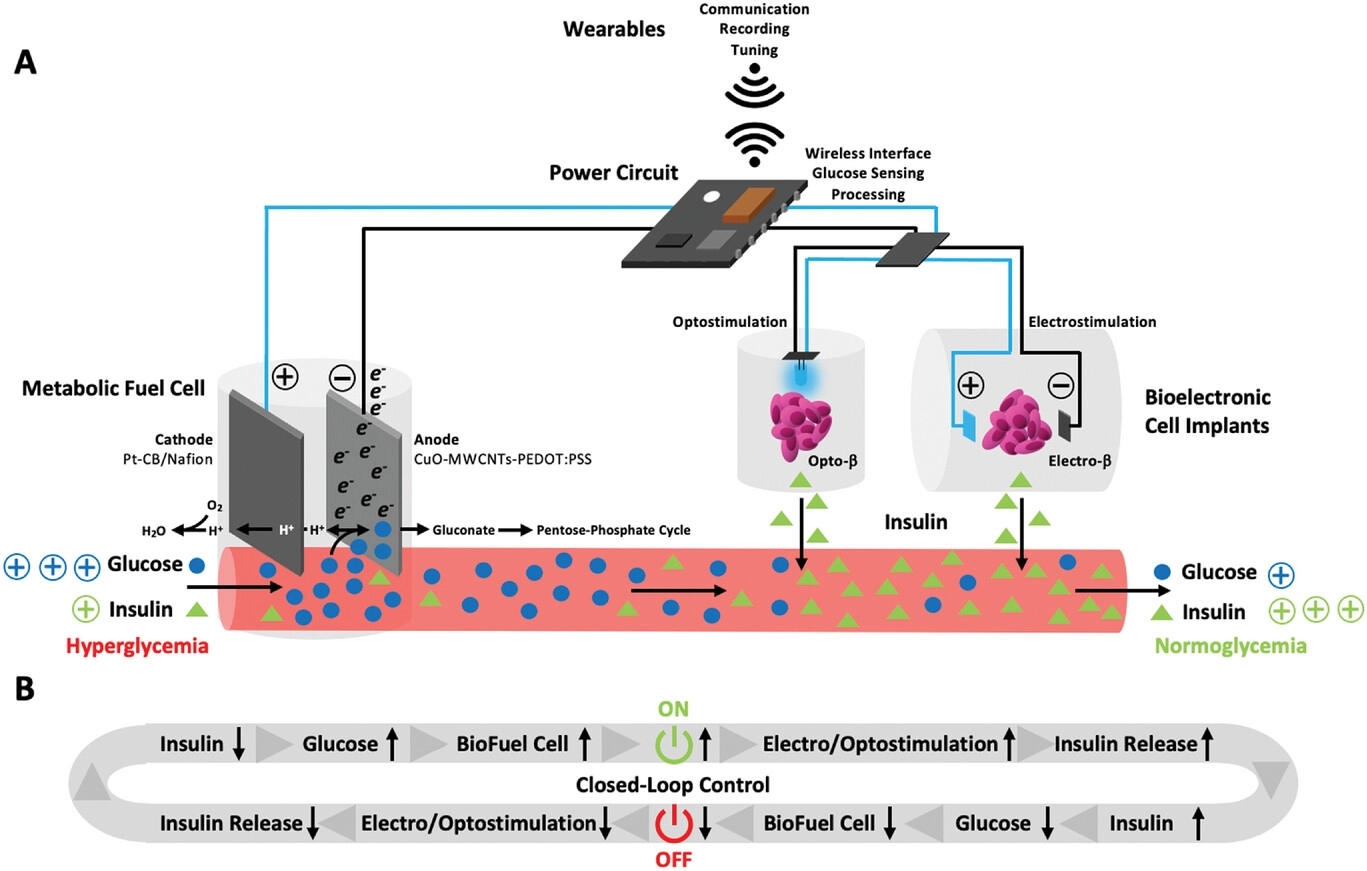
Una cèl·lula de combustible metabòlica alimentada per glucosa en sang per a bioelectrònica autosuficient.

## Definicions
En el primer taller del CEC, a Brussel·les el novembre de 1991, la bioelectrònica es va definir com "l'ús de materials biològics i arquitectures biològiques per a sistemes de processament d'informació i nous dispositius". La bioelectrònica, específicament l'electrònica biomolecular, es va descriure com "la recerca i el desenvolupament de materials inorgànics i orgànics bio-inspirats (és a dir, autoensamblats) i d'arquitectures de maquinari bio-inspirades (és a dir, un paral·lelisme massiu) per a la implementació de nous sistemes de processament d'informació., sensors i actuadors, i per a la fabricació molecular fins a l'escala atòmica'. El National Institute of Standards and Technology (NIST), una agència del Departament de Comerç dels Estats Units, va definir la bioelectrònica en un informe de 2009 com "la disciplina resultant de la convergència de la biologia i l'electrònica". :5
Les fonts d'informació sobre el camp inclouen l'Institut d'Enginyers Elèctrics i Electrònics (IEEE) amb la seva revista Elsevier Biosensors and Bioelectronics publicada des de 1990. La revista descriu l'abast de la bioelectrònica com a buscant: "... explotar la biologia juntament amb l'electrònica en un context més ampli que inclou, per exemple, les piles de combustible biològiques, la biònica i els biomaterials per al processament de la informació, l'emmagatzematge d'informació, components electrònics i actuadors. Un aspecte clau és la interfície entre els materials biològics i la micro i nanoelectrònica."

## Història
El primer estudi conegut de bioelectrònica va tenir lloc al segle XVIII quan el científic Luigi Galvani va aplicar una tensió a un parell de potes de granota separades. Les cames es van moure, provocant la gènesi de la bioelectrònica. La tecnologia electrònica s'ha aplicat a la biologia i la medicina des que es va inventar el marcapassos i amb la indústria de la imatge mèdica. L'any 2009, una enquesta de publicacions que utilitzaven el terme al títol o al resum va suggerir que el centre d'activitat es trobava a Europa (43%), seguit d'Àsia (23%) i els Estats Units (20%). :6

## Materials
La bioelectrònica orgànica és l'aplicació de material electrònic orgànic al camp de la bioelectrònica. Els materials orgànics (és a dir, que contenen carboni) són molt prometedors quan es tracta d'interfície amb sistemes biològics. Les aplicacions actuals se centren al voltant de la neurociència i la infecció.
La realització de recobriments de polímer, un material electrònic orgànic, mostra una millora massiva en la tecnologia dels materials. Era la forma més sofisticada d'estimulació elèctrica. Va millorar la impedància dels elèctrodes en l'estimulació elèctrica, donant lloc a millors enregistraments i reduint les "reaccions secundaries electroquímiques nocives". Els transistors electroquímics orgànics (OECT) van ser inventats l'any 1984 per Mark Wrighton i col·legues, que tenien la capacitat de transportar ions. Aquesta relació senyal-soroll millorada i proporciona una impedància mesurada baixa. Magnuss Berggren va crear la bomba d'ions electrònics orgànics (OEIP), un dispositiu que es podria utilitzar per orientar parts específiques del cos i òrgans per adherir-se a la medicina.
Com un dels pocs materials ben establerts en la tecnologia CMOS, el nitrur de titani (TiN) va resultar excepcionalment estable i adequat per a aplicacions d'elèctrodes en implants mèdics.